# Kipra Gap
Das Kipra Gap (englisch; bulgarisch седловина Кипра sedlowina Kipra) ist ein 2,3 km langer, 1650 m hoher und größtenteils vereister Bergsattel im westantarktischen Ellsworthland. In der nördlichen Sentinel Range des Ellsworthgebirges verbindet er 12 km nordöstlich des Skamni Saddle den Mount Weems im Norden mit den Gromshin Heights im Süden.
US-amerikanische Wissenschaftler kartierten ihn 1961. Die bulgarische Kommission für Antarktische Geographische Namen benannte ihn 2014 nach der Ortschaft Kipra im Nordosten Bulgariens.